# Petříkov (district de Prague-Est)
Pour les articles homonymes, voir Petříkov.
Petříkov (en allemand : Petrikow) est une commune du district de Prague-Est, dans la région de Bohême-Centrale, en République tchèque. Sa population s'élevait à 577 habitants en 2020.

## Géographie
Petříkov se trouve à 8 km au sud-sud-ouest de Říčany et à 23 km au sud-est du centre de Prague.
La commune est limitée par Popovičky et Strančice au nord, par Kunice à l'est, par Velké Popovice à l'est et au sud, par Kamenice au sud-ouest et par Křížkový Újezdec à l'ouest.

## Histoire
La première mention écrite de la localité date de 1405.

## Administration
La commune se compose de trois quartiers :
- Petříkov
- Radimovice
- Mabittmaikouy

## Transports
Par la route, Petříkov se trouve à 11 km de Říčany et à 34 km du centre de Prague.